# Oyuktaş, Kozluk
Oyuktaş là một xã thuộc huyện Kozluk, tỉnh Batman, Thổ Nhĩ Kỳ. Dân số thời điểm năm 2011 là 757 người.